# 八桁针矛虫
八桁针矛虫（学名：Stylacontarium octatignum）为三轴球虫科针矛虫属的动物。在中国，分布于东海等海域。